# Denée Benton
Denée Ayana Benton (Orlando, 31 dicembre 1991) è un'attrice e cantante statunitense.

## Biografia
Ha studiato musica alla Università Carnegie Mellon e ha recitato nei musical The Book of Mormon nel tour statunitense e in Natasha, Pierre & The Great Comet of 1812 a Broadway con Josh Groban nel 2016. Per la sua performance in Natasha viene candidata al Tony Award alla miglior attrice protagonista in un musical. Nel 2018 torna a recitare a Broadway, dove interpreta Eliza nel musical Premio Pulitzer Hamilton.

## Filmografia

### Cinema
- L'amico del cuore (Our Friends), regia di Gabriela Cowperthwaite (2019)
- Genie, regia di Sam Boyd (2023)
- Dreams in Nightmares, regia di Shatara Michelle Ford (2024)

### Televisione
- Unreal – serie TV, 10 episodi (2016)
- The Gilded Age – serie TV, 17 episodi (2022-in corso)

## Teatro
- The Book of Mormon, libretto e colonna sonora di Trey Parker, Robert Lopez e Matt Stone, regia di Parker e Casey Nicholaw. Tour USA, Prince of Wales Theatre di Londra (2014)
- Natasha, Pierre & The Great Comet of 1812, libretto e colonna sonora di Dave Malloy, regia di Rachel Chavkin. American Repertory Theatre di Cambridge (2015), Imperial Theatre di Broadway (2016)
- Of Thee I Sing, libretto di George S. Kaufman e Morrie Ryskind, testi di Ira Gershwin, colonna sonora di George Gershwin, regia di Ted Sperling. Carnegie Hall di New York (2016)
- Hamilton, libretto e colonna sonora di Lin-Manuel Miranda, regia di Thomas Kail. Richard Rodgers Theatre di Broadway (2018)
- Into the Woods, libretto di James Lapine, colonna sonora di Stephen Sondheim, regia di Lear deBessonet. New York City Center di New York (2022)
- Tick, Tick... Boom!, libretto e colonna sonora di Jonathan Larson, regia di Neil Patrick Harris. Kennedy Center di Washington (2024)

## Doppiatrici italiane
Nelle versioni in italiano delle opere in cui ha recitato, Denée Benton è stata doppiata da:
- Letizia Ciampa ne L’amico del cuore, The Gilded Age
- Federica De Bortoli in Unreal
- Perla Liberatori in Genie